# Troublemaker (Weezer)
Troblemaker è il secondo singolo estratto dal sesto album dei Weezer, Weezer, anche se originariamente pubblicato in forma digitale su iTunes. Il 26 luglio 2008, ha debuttato alla posizione # 39 della Billboard Alternative Songs e, nella stessa settimana, ha raggiunto la posizione #2 della chart.
Troblemaker era stato inizialmente previsto come primo singolo, ma, per ragione sconosciute, è stato scelto Pork and Beans.
Rivers Cuomo ha affermato che il brano, assieme ad altri del Red Album, sono stati influenzati dal rapper Eminem per via del suo "modo divertente di utilizzare le rime".
Troblemaker è anche disponibile sul gioco Rock Band, assieme agli altri due singoli, Dreamin' e The Greatest Man That Ever Lived.
Per la canzone sono stati realizzati ben sette remix diversi, in copie promo, da diversi musicisti americani.

## Video
Il video ufficiale è stato distribuito il 6 ottobre 2008. Molti fan dei Weezer sono stati invitati a prendere parte alla realizzazione del video, girato al di fuori del Forum di Inglewood, in California. Scopo del video era battere alcuni record, mentre la band suonava la canzone. Sono stati battuti cinque record: il più grande Air Guitar Ensemble, il più grande numero di persone su uno skateboard, la sessione più  lunga di Guitar Hero World Tour, la più grande battaglia a Dodgeball e il numero più grande di persone nel lancio di torte.

## Formazione
- Rivers Cuomo - voce e chitarra
- Brian Bell - chitarra ritmica
- Scott Shriner - basso
- Patrick Wilson - batteria